# Districtul Kusuman
Kusuman (în thailandeză กุสุมาลย์) este un district (Amphoe) din provincia Sakon Nakhon, Thailanda, cu o populație de 45.014 locuitori și o suprafață de 454,0 km².

## Componență
Districtul este subdivizat în 5 subdistricte (tambon), care sunt subdivizate în 63 de sate (muban).
| Nr. | Nume        | În thailandeză | Sate | Locuitori |  |
| --- | ----------- | -------------- | ---- | --------- |  |
| 1.  | Kusuman     | กุสุมาลย์         | 12   | 10,330    |  |
| 2.  | Na Pho      | นาโพธิ์          | 11   | 7,773     |  |
| 3.  | Na Phiang   | นาเพียง         | 11   | 7,423     |  |
| 4.  | Pho Phaisan | โพธิไพศาล       | 15   | 9,460     |  |
| 5.  | Um Chan     | อุ่มจาน          | 14   | 10,028    |  |